# Шадринск (станция)
Ша́дринск — железнодорожная станция Курганского направления Южно-Уральской железной дороги, расположена в одноимённом городе Курганской области.

## Характеристика
Железнодорожная станция в Шадринске является одной из ключевых на Южно-Уральской железной дороге. Расстояние до Москвы около 2000 км. Услугами железнодорожного вокзала Шадринска пользуются, в среднем, более 30 пассажиров в час. На ж/д станции осуществляются пассажирские перевозки в направлении таких городов, как Москва, Сергач, Канаш, Юдино, Казань, Агрыз, Сарапул, Янаул, Чернушка, Красноуфимск, Дружинино, Ревда, Екатеринбург, Каменск-Уральский, Катайск, Далматово, Каргаполье, Кособродск, Курган, Варгаши, Макушино, Петухово, Петропавловск, а также станций Казахстана (Астана, Вишнёвка, Осакаровка, Мырза, Нура, Караганда) и Кыргызстана (Беловодск, Карабалта, Каинды, Бишкек).

## История
Станция открыта 27 октября 1913 года. Железнодорожное сообщение между Шадринском и Москвой существует с 1933 года.
В начале января 1914 года при станции Шадринск был открыт чайный и винный буфет. В 1965—1974 гг. осуществлялась техническая реконструкция станции Шадринск: ручная техника на станции была заменена новейшей автоматической (в 1966 г.); проведена электрификация направления Курган — Свердловск с пуском электровозов на тяге поездов (1971). С августа 2009 года штат станции из 58 человек сократился на 18 специалистов. Сокращены операторы по маневровой работе, теперь эти обязанности возложены на дежурных по станции.

## Пригородное сообщение
Осуществляется электропоездами и обслуживает 2 направления:
- Западное:
  - Каменск-Уральский (2 пары электропоездов в день).
  - Екатеринбург (2 пары электропоездов в день).
- Восточное:
  - Курган (2 пары электропоездов в день).

## Дальнее сообщение
| № поезда | Маршрут движения      | № поезда | Маршрут движения      |
| -------- | --------------------- | -------- | --------------------- |
| 113      | Алматы — Казань       | 114      | Казань — Алматы       |
| 849      | Курган — Екатеринбург | 850      | Екатеринбург — Курган |